# Otterbach (Lauter)
Der Otterbach ist ein gut 9 km langer, rechter Nebenfluss der Lauter im rheinland-pfälzischen Landkreis Kaiserslautern.

## Geographie

### Verlauf
Der Otterbach entspringt etwa 2,4 km nördlich von Otterberg an der Ostflanke des Bruchbergs auf einer Höhe von 357 m ü. NHN. Zuerst nach Osten abfließend wendet der Bach seinen Lauf in einem weiten Bogen nach Südwesten, durchfließt Otterberg und mündet in Otterbach auf 217 m ü. NHN rechtsseitig in die Lauter.
Der Bach verliert auf seinem 9,1 km langen Weg 140 m an Höhe, was einem mittleren Sohlgefälle von 15,4 ‰ entspricht. Er entwässert sein 29,564 km² großes Einzugsgebiet über Lauter, Glan, Nahe und Rhein zur Nordsee.

### Nebenflüsse
Größter Nebenfluss des Otterbachs ist der 4,8 km lange Grafenthalerbach mit einem Einzugsgebiet von 5,930 km². 
Im Folgenden werden die weiteren Nebenflüsse des Otterbachs in der Reihenfolge von der Quelle zur Mündung genannt, die von der Wasserwirtschaftsverwaltung Rheinland-Pfalz geführt werden. Angegeben ist jeweils die orografische Lage der Mündung, die Länge, die Größe des Einzugsgebiets, die Höhenlage der Mündung und die Gewässerkennzahl. 
| Name             | Lage   | Länge in km | EZG in km² | Mündungshöhe in m ü. NHN | GKZ       |
| ---------------- | ------ | ----------- | ---------- | ------------------------ | --------- |
| Schellenbach     | rechts | 1,5         | 1,401      | 263                      | 254666-12 |
| Grafenthalerbach | rechts | 4,8         | 5,930      | 250                      | 254666-2  |
| Weinbrunnerbach  | links  | 1,8         | 4,819      | 240                      | 254666-4  |
| Aggenbach        | links  | 2,0         | 3,392      | 240                      | 254666-52 |
| Erlenbach        | links  | 2,0         | 3,443      | 235                      | 254666-6  |
| Reichenbach      | rechts | 2,1         | 2,154      | 225                      | 254666-8  |

Anmerkungen zur Tabelle
1. ↑  Gewässerkennzahl, in Deutschland die amtliche Fließgewässerkennziffer mit zur besseren Lesbarkeit eingefügtem Trenner hinter dem Präfix, das einheitlich für den allen gemeinsamen Vorfluter Otterbach steht.

## Umwelt
Der Otterbach zählt zu den feinmaterialreichen, silikatischen Mittelgebirgsbächen. Seine Gewässerstruktur ist überwiegend stark bis sehr stark, in der Ortslage von Otterberg jedoch vollständig verändert. Nur im Oberlauf existieren einige Abschnitte, die lediglich mäßig verändert sind. Die Gewässergüte wird im Oberlauf bis Otterberg mit gering, ab Otterberg mit mäßig belastet angegeben (Stand 2005).